# La casa sul canale
La casa sul canale (La Maison du canal) è un romanzo poliziesco dello scrittore belga di lingua francese Georges Simenon, pubblicato per la prima volta nel 1933 ne "La Revue de France", dal n. 7 al n. 10 del 1º aprile / 15 maggio 1933 (4 puntate) e poi presso Arthème Fayard.
Racconta la storia di una ragazzina sedicenne orfana la quale parte da Bruxelles per raggiungere i parenti che le sono rimasti nelle Fiandre; l'adolescente si ritrova però a non conoscere alcuna parola in lingua fiamminga ed il cambiamento dalla vita di città a quella di campagna per lei non è agevole. Un poco alla volta prende confidenza, soprattutto con i cugini più grandi: via via che il tempo passa assume sempre più ascendente sulle loro esistenze.

## Trama
Edmée ha perduto entrambi i genitori: dopo la morte della madre alla sua nascita le è venuto a mancare pochi giorni prima anche il padre, un medico di Bruxelles. Il tutore la invia allora ospite dai parenti nella provincia del Limburgo, in una casa solitaria ai bordi d'un canale artificiale nel bel mezzo della campagna.
Qui conosce il cugino ventunenne Fred, che cerca di prendere in mano le redini della famiglia ma con scarsi risultati apparenti, suo fratello minore Jef di 19 anni (ragazzo chiuso ed introverso) ed infine la loro sorella Mia di 17; il parente più prossimo è lo zio Louis, un produttore di sigari nella vicina Maaseik. Edmée trova inizialmente notevoli difficoltà ad ambientarsi in quell'ambiente per lei così estraneo, ma ha una volontà di ferro e impara subito a farsi obbedire.
Solo i tre fratelli più grandi capiscono il francese e possono quindi parlare speditamente con la cugina, che subito rifiuta d'eseguire qualsiasi lavoro domestico o altre attività in cui potrebbe rendersi utile; per lei i fiamminghi non sono altro che agricoltori grossolani senza alcun gusto e privi del tutto di buone maniere e raffinatezza.
I cugini si trovano apertamente ad ammirarla, sia per gli abiti distinti e alla moda che indossa, sia per i suoi modi aggraziati e la pelle perfetta; presto riesce ad ammaliare in particolar modo Jef. Mentre si trovano in mezzo alla boscaglia a caccia di scoiattoli, con un brivido di malizia lei gli dice - mentre lo vede scuoiare l'animale e svuotarlo delle viscere dopo averlo preso a pietrate - che l'uomo destinato a sposarla dovrà essere in grado d'ammazzare le persone.
Con la complicità di Jef poi fa rubare le gemme incastonate nel calice liturgico della vicina chiesetta, che si rivelano però subito delle inutili imitazioni; ma il ragazzo finisce col regalarle un cofanetto portagioie.
Fred tuttavia non sembra a prima vista provare alcun interesse nella cugina; lui flirta con la formosa figlia del fornaio, oltre a dire di avere un'amante ad Hasselt, dove si reca per brevi periodi con regolarità. Un giorno un bambino assiste nel folto della foresta a un tentativo d'approccio tra i cugini e minaccia di raccontare tutto; preso da furia, Fred colpisce mortalmente alla testa il bambino.
Di comune accordo con Edmée e Jef, Fred decide di tacere l'accaduto e buttare il cadavere nel canale; il tragico fatto porta un notevole subbuglio nella vita emotiva della ragazza proveniente dalla città; durante il rigido inverno contrae una bronchite che fatica a guarire. Gli viene infine diagnosticata un lieve forma di tubercolosi. È rimasta però conquistata dal gesto di sangue di Fred.
Poco dopo si viene a sapere anche che Fred s'è appropriato indebitamente di denaro non suo per finanziare i suoi continui viaggi in città, mentre Edméee continua ad accrescere il proprio disagio nei confronti di tutta questa situazione; ma ecco che Fred del tutto inaspettatamente propone a Edmée di fuggire con lui in città per sposarsi. Lei accetta, nonostante Mia l'avverta che Jef non accetterà tanto facilmente la cosa.
Due anni dopo il medico legale Coosemans viene chiamato ad Anversa per un caso d'omicidio; la vittima è Edmée, il cui marito Fred lavora come impiegato in una compagnia di navigazione. L'autore del delitto è individuato rapidamente, si tratta di Jef, che racconta di avere dovuto rinunciare a ereditare la fattoria paterna e ora vive producendo e vendendo dolci.
Jef viene arrestato senza opporre la minima resistenza e quando il procuratore distrettuale gli chiede perché abbia prima violentato e poi strangolato la cognata, questi risponde: "Lei cosa avrebbe fatto al posto mio?" La notte seguente Jef si suicida.

## Adattamenti cinematografici e televisivi
- La Maison du canal, 1988, regia televisiva di Josef Rusnak[1]
- La Maison du canal, 2003, regia televisiva di Alain Berliner, con Isild Le Besco[2]

## Edizioni italiane
- La casa del canale, trad. Egidio Bianchetti, in Il super-romanzo delle vacanze, Milano, Mondadori, 1934
- La casa sul canale, trad. Laura Frausin Guarino, in Romanzi vol. 1, Milano, Adelphi 2004 (La Nave Argo n. 8); poi Gli Adelphi n. 275, 2005 ISBN 978-88-459-2021-9